# Rhoys Wiggins
Rhoys Wiggins (*Londres, Inglaterra, 4 de noviembre de 1987), futbolista galés. Jugaba de defensa y su último equipo fue el AFC Bournemouth de la Premier League de Inglaterra.

## Selección nacional
Ha sido internacional con la Selección nacional de fútbol de Gales Sub-21.

## Clubes
| Club              | País       | Año         |
| ----------------- | ---------- | ----------- |
| Crystal Palace FC | Inglaterra | 2006-2008   |
| AFC Bournemouth   | Inglaterra | 2009        |
| Norwich City      | Inglaterra | 2009        |
| AFC Bournemouth   | Inglaterra | 2010-2011   |
| Charlton Athletic | Inglaterra | 2011-2015   |
| AFC Bournemouth   | Inglaterra | 2016 - 2018 |